# Franco Lippi
Le bienheureux Franco Lippi († 1291) est un carme italien, passé du libertinage à la plus rigoureuse pénitence. Son culte a été approuvé en 1670 par le pape Clément X.

## Biographie

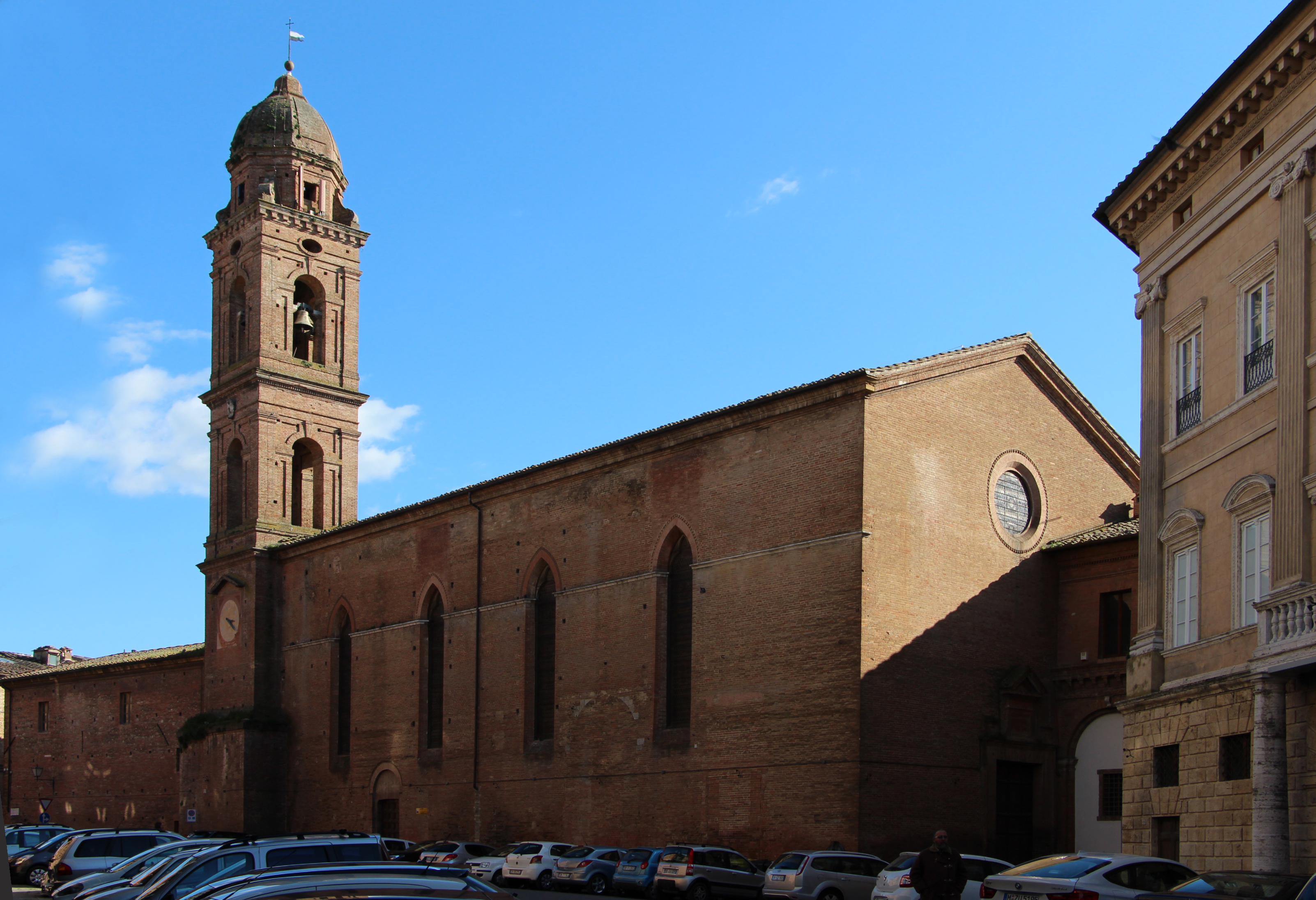
Église et couvent des carmes de Sienne

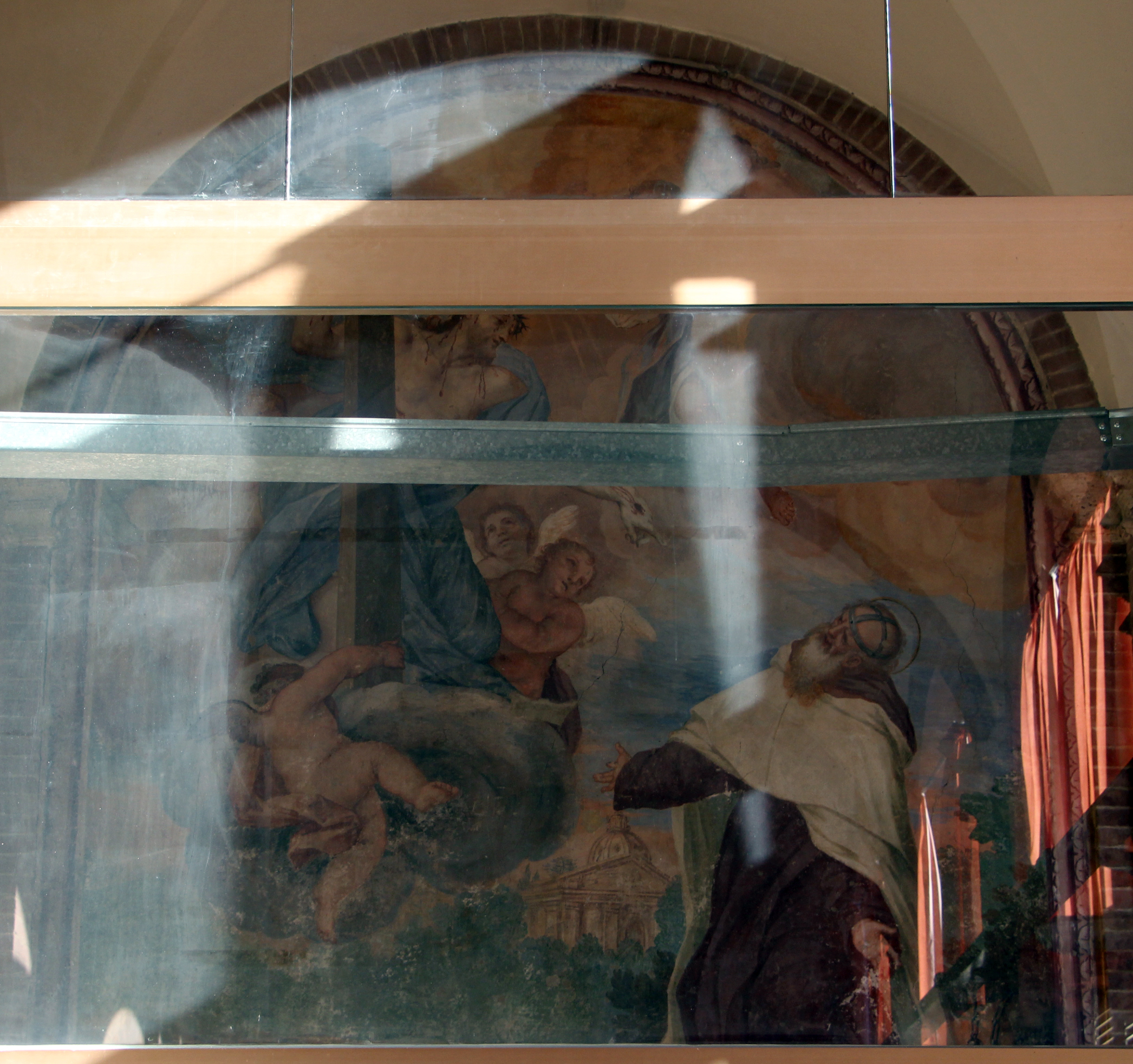
Franco Lippi (par Giuseppe Nicola Vasini, cloître des carmes de Sienne)

Franco Lippi est né à Grotti, près de Sienne en Toscane, à une date indéterminée. Sa vie est mal connue et il existe plusieurs « versions » de mêmes événements. Il entre jeune dans la carrière des armes. Le jeune homme a de mauvaises fréquentations et mène une vie de libertinage. Ayant dilapidé son héritage familial, il entre dans le métier des armes, et s'engage comme mercenaire. Il participe ainsi à la prise de Sartiano contre la cité d'Orvieto. Selon une tradition, il aurait ensuite engagé ses yeux dans un jeu de hasard, ce dont Dieu l'aurait puni en le privant de la vue. Selon d'autres sources, il perd la vue lors d'une expédition militaire. Pour sa guérison, deux versions existent. Franco aurait alors fait vœu de convertir ses mœurs et de se rendre en pèlerinage à Compostelle, s'il revoyait jamais la lumière. Le miracle ayant eu lieu, le repenti accomplit son vœu. Une autre source dit qu'il réalise le pèlerinage conduit par un compagnon, et qu'il guérit miraculeusement une fois arrivée à Compostelle,.
Après ce pèlerinage, Franco poursuit sa route de pèlerin et se rend dans les sanctuaires de Rome, Saint-Nicolas de Bari et Notre-Dame de Lorette. Il se fait absoudre par le pape Grégoire X. De retour à Sienne, il est vivement touché par une prédication du bienheureux dominicain Ambroise de Sienne, et s'emploie à mener une vie d'ermite durant cinq ans. À plus de soixante ans, il est admis chez les carmes, à titre de convers. Logé dans une cellule du couvent, près de la chapelle de la Vierge, il se livrera à de redoutables austérités. Cette cruelle ascèse s'accompagne d'une intense vie mystique : apparitions du Christ, de la Vierge et des anges, mais aussi tentations diaboliques et dons de prophétie. Il décède à Sienne, le 11 décembre 1291,.

## Postérité
Une partie des reliques de Franco Lippi seront transférées ultérieurement chez les carmes de Crémone. Cependant, les instruments de pénitence du Bienheureux ont été conservés au couvent de Sienne : il s'agit d'une sorte de cotte de mailles, d'un collier de fer, d'un cercle métallique pour la tête, d'une chaîne de flagellation, et d'une petite balle de métal pour obstruer la bouche. En 1670, le pape Clément X inscrira Franco Lippi au martyrologe romain, et approuvera son culte pour le diocèse de Sienne et l'ordre carmélitain. Quelques années auparavant avait paru une biographie en italien, composée par le dominicain Gregorio Lombardelli, laquelle avait connu deux traductions en français : l'une publiée à Bruxelles, en 1637, par un carme du couvent de Valenciennes, et l'autre à Paris, en 1651, par Irénée de Sainte-Catherine.